# Dipsas temporalis
Dipsas temporalis är en ormart som beskrevs av Werner 1909. Dipsas temporalis ingår i släktet Dipsas och familjen snokar. Inga underarter finns listade i Catalogue of Life.
Arten förekommer i västra Colombia vid Stilla havet samt i angränsande regioner av Panama och Ecuador. Den lever i låglandet och i bergstrakter upp till 1000 meter över havet. Dipsas temporalis vistas i fuktiga skogar som i bergstrakter är molnskogar. Denna orm hittas i skogens centrala delar och vid skogskanterna. Honor lägger ägg.
I Ecuador hotas beståndet av skogens omvandling till odlingsmark. Dipsas temporalis är fortfarande vanligt förekommande. IUCN listar arten som livskraftig (LC).